# Pierre Lhomme
Pierre Lhomme, född 5 april 1930 i Boulogne-sur-Seine, död 4 juli 2019 i Arles, var en fransk filmfotograf.

## Regi och manus
- 1963 – Sköna maj

## Filmfoto i urval
- 1957 – Far till sol och vår
- 1966 – Kungen kommer tillbaka
- 1971 – Fyra nätter i Paris
- 1973 – Mamman och horan
- 1983 – Mortelle Randonnée
- 1987 – Maurice
- 2003 – Skilsmässa på franska